# Sainte-Marguerite-de-Carrouges
Sainte-Marguerite-de-Carrouges és un municipi francès situat al departament de l'Orne i a la regió de Normandia. L'any 2007 tenia 214 habitants.

## Demografia

### Població
El 2007 la població de fet de Sainte-Marguerite-de-Carrouges era de 214 persones. Hi havia 100 famílies de les quals 32 eren unipersonals (12 homes vivint sols i 20 dones vivint soles), 44 parelles sense fills, 16 parelles amb fills i 8 famílies monoparentals amb fills.
La població ha evolucionat segons el següent gràfic:
Habitants censats

### Habitatges
El 2007 hi havia 166 habitatges, 101 eren l'habitatge principal de la família, 46 eren segones residències i 19 estaven desocupats. Tots els 164 habitatges eren cases. Dels 101 habitatges principals, 89 estaven ocupats pels seus propietaris, 9 estaven llogats i ocupats pels llogaters i 3 estaven cedits a títol gratuït; 1 tenia una cambra, 6 en tenien dues, 16 en tenien tres, 30 en tenien quatre i 48 en tenien cinc o més. 91 habitatges disposaven pel capbaix d'una plaça de pàrquing. A 45 habitatges hi havia un automòbil i a 42 n'hi havia dos o més.

### Piràmide de població
La piràmide de població per edats i sexe el 2009 era:
| Homes | Edats   | Dones |
| ----- | ------- | ----- |
| 0     | 95 o +  | 0     |
| 0     | 90 a 94 | 0     |
| 0     | 85 a 89 | 0     |
| 0     | 80 a 84 | 0     |
| 8     | 75 a 79 | 4     |
| 8     | 70 a 74 | 12    |
| 4     | 65 a 69 | 8     |
| 8     | 60 a 64 | 4     |
| 8     | 55 a 59 | 12    |
| 16    | 50 a 54 | 8     |
| 4     | 45 a 49 | 8     |
| 16    | 40 a 44 | 12    |
| 12    | 35 a 39 | 8     |
| 4     | 30 a 34 | 4     |
| 4     | 25 a 29 | 4     |
| 12    | 20 a 24 | 4     |
| 8     | 15 a 19 | 12    |
| 8     | 10 a 14 | 0     |
| 8     | 5 a 9   | 4     |
| 4     | 0 a 4   | 16    |

## Economia
El 2007 la població en edat de treballar era de 121 persones, 72 eren actives i 49 eren inactives. De les 72 persones actives 69 estaven ocupades (34 homes i 35 dones) i 3 estaven aturades (2 homes i 1 dona). De les 49 persones inactives 27 estaven jubilades, 10 estaven estudiant i 12 estaven classificades com a «altres inactius».

### Ingressos
El 2009 a Sainte-Marguerite-de-Carrouges hi havia 102 unitats fiscals que integraven 220 persones, la mediana anual d'ingressos fiscals per persona era de 15.642 €.

### Activitats econòmiques
Els 3 establiments que hi havia el 2007 eren d'empreses de construcció.
Dels 4 establiments de servei als particulars que hi havia el 2009, 1 era un paleta, 1 guixaire pintor, 1 fusteria i 1 lampisteria.
L'any 2000 a Sainte-Marguerite-de-Carrouges hi havia 16 explotacions agrícoles que ocupaven un total de 432 hectàrees.

## Poblacions més properes
El següent diagrama mostra les poblacions més properes.